# Brunnadern SG
| SG ist das Kürzel für den Kanton St. Gallen in der Schweiz. Es wird verwendet, um Verwechslungen mit anderen Einträgen des Namens Brunnadern zu vermeiden. |

Brunnadern, schweizerdeutsch Brunnòòdere, ist eine Ortschaft und eine ehemalige politische Gemeinde im Bezirk Neutoggenburg und seit 2003 im Wahlkreis Toggenburg des Kantons St. Gallen in der Schweiz. Seit 2009 bildet Brunnadern zusammen mit Mogelsberg, Ebersol und St. Peterzell die Gemeinde Neckertal. Im Dorf Brunnadern leben rund 500 Einwohner.

## Geographie
Das Dorf Brunnadern und die Siedlungen Chrüzweg, Spreitenbach, Furt und Taa befinden sich in der Talsohle des Necker am Nordfuss der Wasserfluh. Der auf der linken Seite des Neckers liegende Teil von Furt gehörte zur Gemeinde Mogelsberg. Das übrige Gebiet Brunnaderns mit Bitzi, Waldschwil, Vögelisegg, Steig, Haselacker, Schwendi, Niderwil, Reitenberg, Homberg und Hinteregg ist stark gefächert und hügelig.

## Geschichte

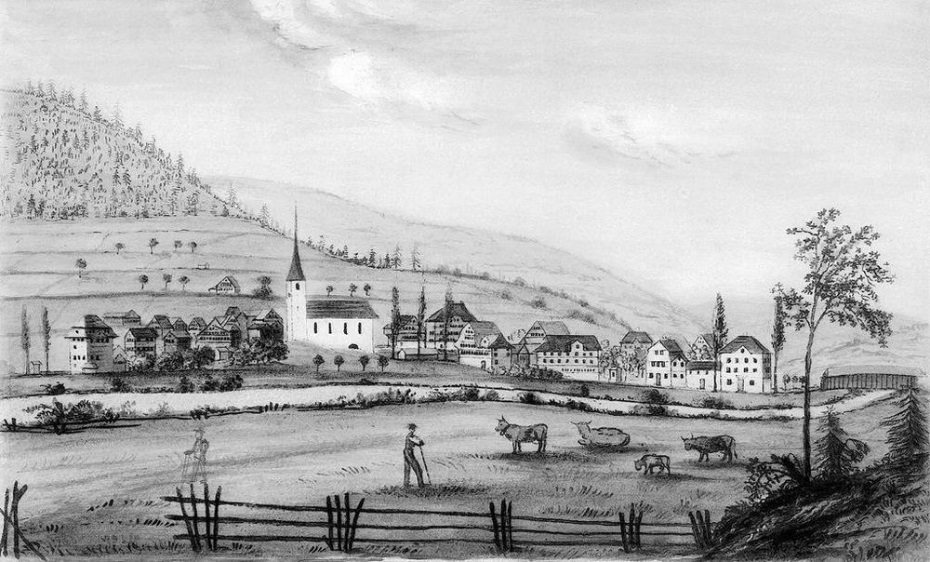
Dorfansicht von Brunnadern um etwa 1830. Vom rechten Neckerufer aus ist die Kirche von 1763 erkennbar.

Luftbild von Walter Mittelholzer aus dem Jahr 1923

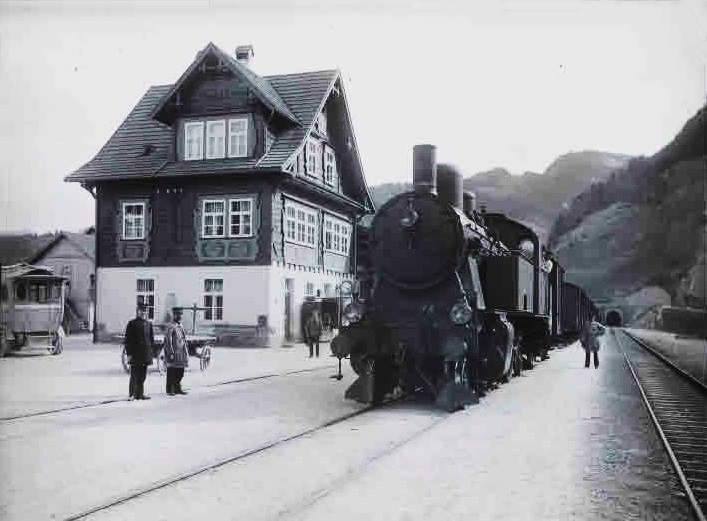
Der schmucke Bahnhof vor der Elektrifizierung der Bodensee-Toggenburg-Bahn im Jahr 1931. Im Hintergrund ist das Ostportal des Wasserfluhtunnels erkennbar.

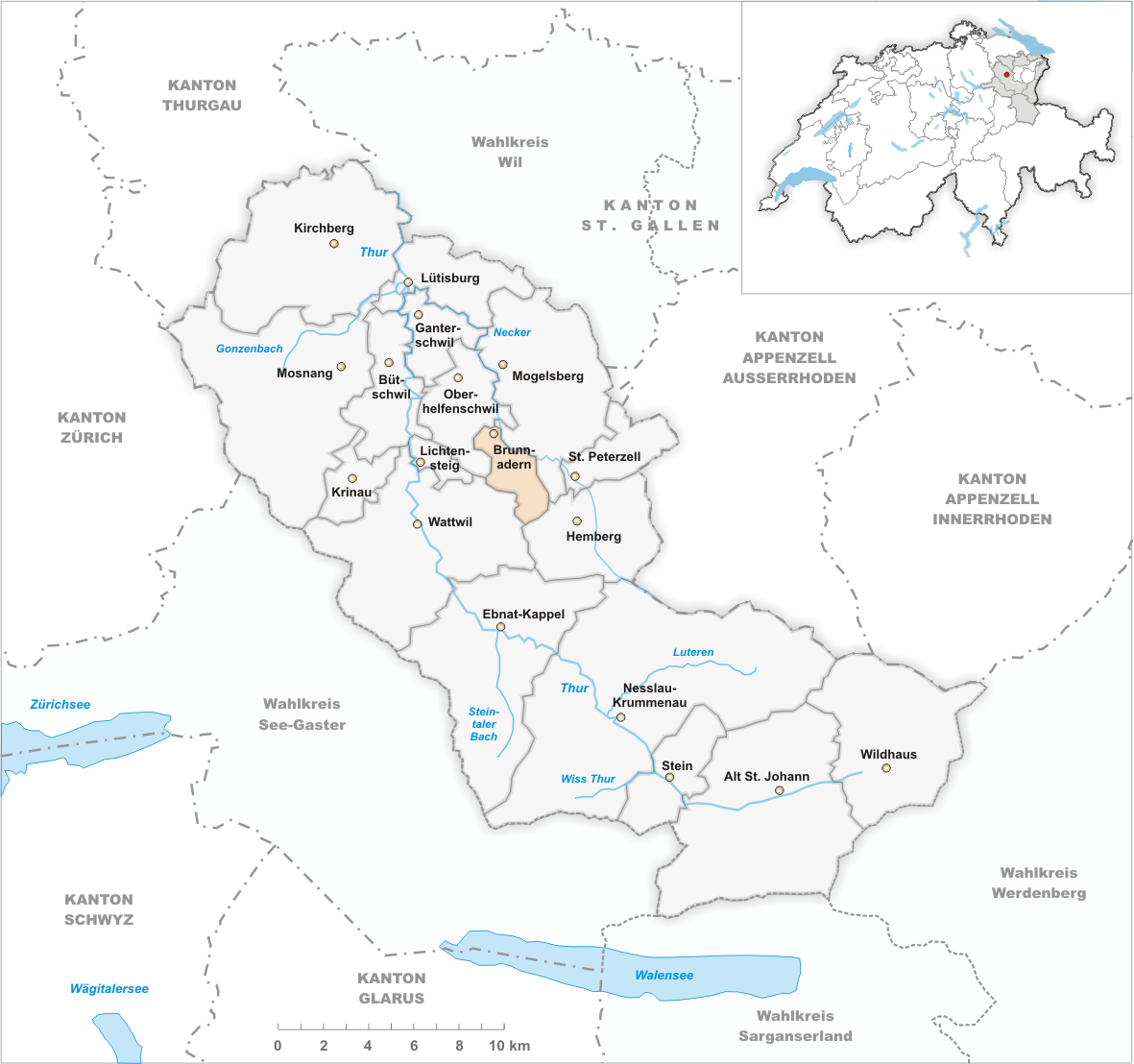
Gemeindestand vor der Fusion im Jahr 2009

1377 erfolgte die erste namentliche Erwähnung als Brunadran. Der Name kann als bei der Quelle gedeutet werden. Brunnadern wurde erst spät besiedelt und blieb bis ins 18. Jahrhundert ohne Siedlungszentrum. Das Gebiet stand im Spätmittelalter unter Herrschaft der Grafschaft von Toggenburg und gelangte mit dem Toggenburg 1468 an die Fürstabtei St. Gallen. Es war aufgeteilt in die Gerichte Hemberg und Neckertal. Eine mittelalterliche Kapelle wurde 1461 durch einen Neubau ersetzt, sie gehörte zur Pfarrei Oberhelfenschwil. 1528 wandten sich die Einwohner dem evangelischen Kultus zu. Erst 1708 entstand eine eigene Pfarrei, die Kirche erbaute 1763 Hans Ulrich Grubenmann. 1803 schlossen sich die Weiler und Dorfteile zur politischen Gemeinde Brunnadern zusammen.
Eine Wanderschule ist 1745 erwähnt, 1874 vereinigten sich die Schulgemeinden Dorf und Reitenberg. Nach Ausbreitung der Hausweberei und -spinnerei im 17. und 18. Jahrhundert entstanden im 19. Jahrhundert grössere Textilbetriebe: eine Spinnerei und Färberei im Dorf, Webereien im Dorf, in Furt und in Spreitenbach. Aus Letzterer entwickelte sich 1872 eine Nudelfabrik. Die ab 1850 aufgebaute Stickereiindustrie erlebte ihren Höhepunkt um 1880 und brach in den 1920er Jahren zusammen. Kleinbäuerliche Familienbetriebe, Gewerbe, Kleinindustrie und Tourismus prägten den Ort ab 1945. 1910 wurde die Bodensee-Toggenburg-Bahn mit der Station Brunnadern-Neckertal eröffnet, und seit 1912 ist Brunnadern Ausgangspunkt der Postautolinie nach St. Peterzell und Waldstatt. Die 1956 gegründete Sekundarschulgemeinde Brunnadern-Oberhelfenschwil-Mogelsberg unterhält seit 1977 das Oberstufenzentrum Necker. 1971 wurde das Evangelische Alters- und Pflegeheim eröffnet. Ende des 20. Jahrhunderts nahm die Zahl der bäuerlichen Betriebe ab und jene der Beschäftigten im zweiten und dritten Wirtschaftssektor zu.
| Hier fehlt eine Grafik, die leider im Moment aus technischen Gründen nicht angezeigt werden kann. Wir arbeiten daran! |

In der Abstimmung vom 21. Oktober 2007 stimmten die Einwohner Brunnaderns, das bis dahin eine eigenständige politische Gemeinde war, für eine Fusion mit Mogelsberg und St. Peterzell zur neuen Gemeinde Neckertal per 1. Januar 2009. Die damaligen Nachbargemeinden waren Oberhelfenschwil, Wattwil, Hemberg und Mogelsberg.

## Verkehr

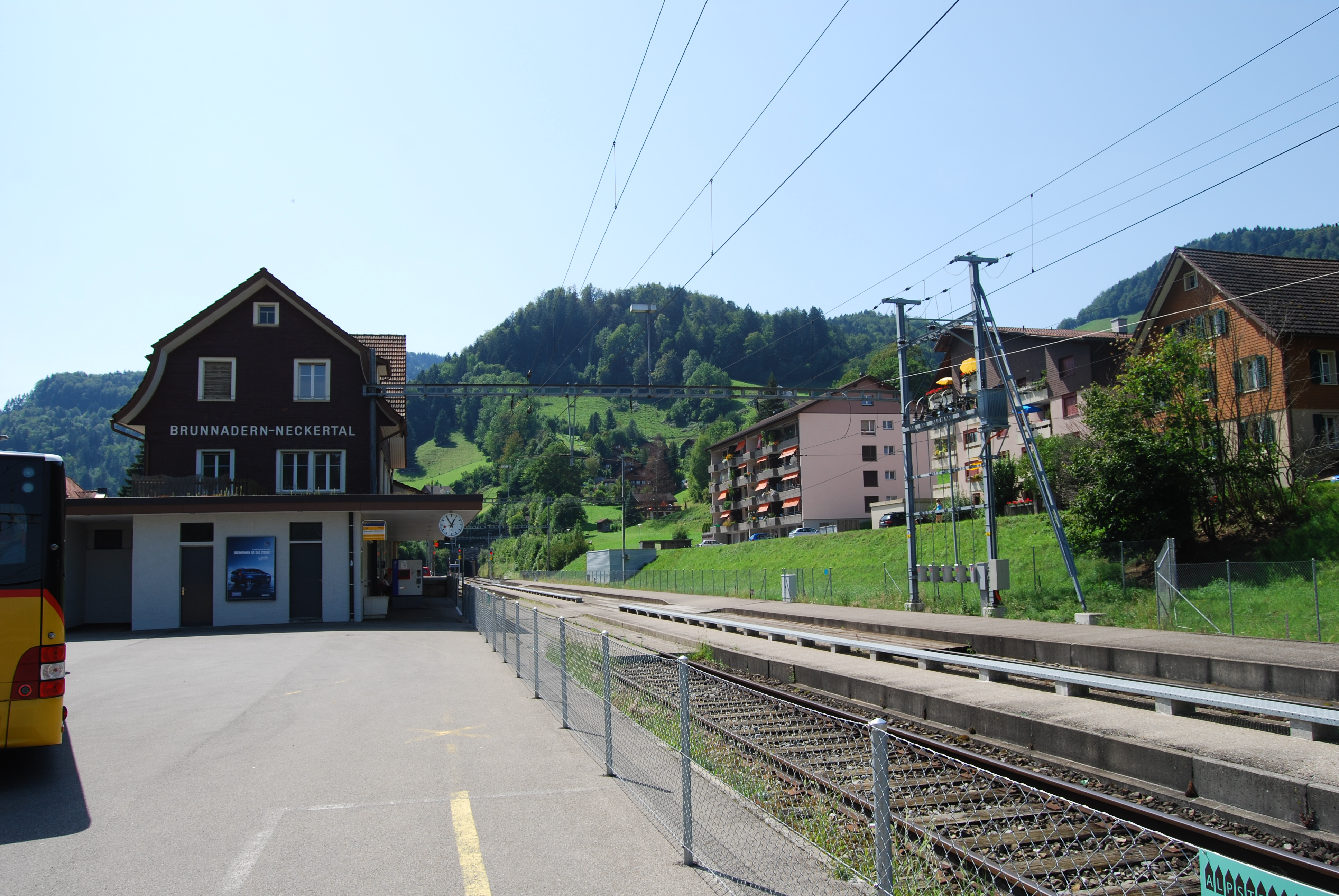
Das Bahnhofsgebäude wurde 2017 abgebrochen, um Platz zu schaffen für die Neugestaltung des Bahnhofsareals.

Brunnadern liegt an der Hauptstrasse 8, die von Herisau kommend über den Wasserfluh-Pass nach Lichtensteig und weiter nach Wattwil führt. Eine weitere Verbindung führt von Brunnadern dem Necker entlang talabwärts nach Lütisburg, wo sie in die Hauptstrasse Wil SG–Wattwil mündet.
Der Bahnhof Brunnadern-Neckertal an der Strecke St. Gallen–Wattwil der Südostbahn wird durch die S-Bahn St. Gallen im Halbstundentakt bedient. Von Brunnadern fahren Postautos im Stundentakt das Neckertal hinauf nach Herisau und über Oberhelfenschwil zum Bahnhof Dietfurt.

## Sehenswürdigkeiten
In Spreitenbach, Furt und im Dorf stehen zahlreiche typische Toggenburger Bauernhäuser aus dem 17. und 18. Jahrhundert:

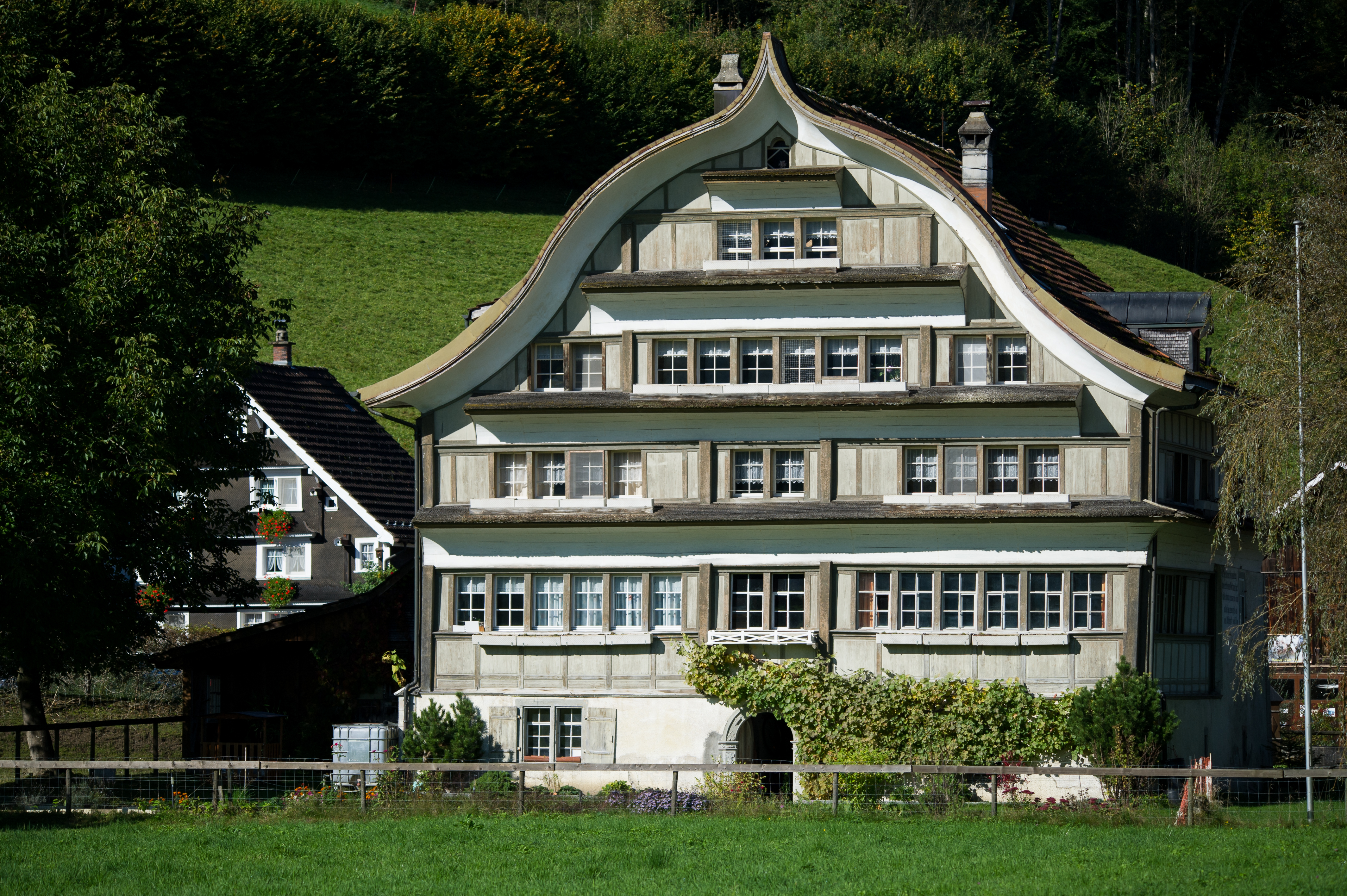
Fabrikantenhaus in Spreitenbach
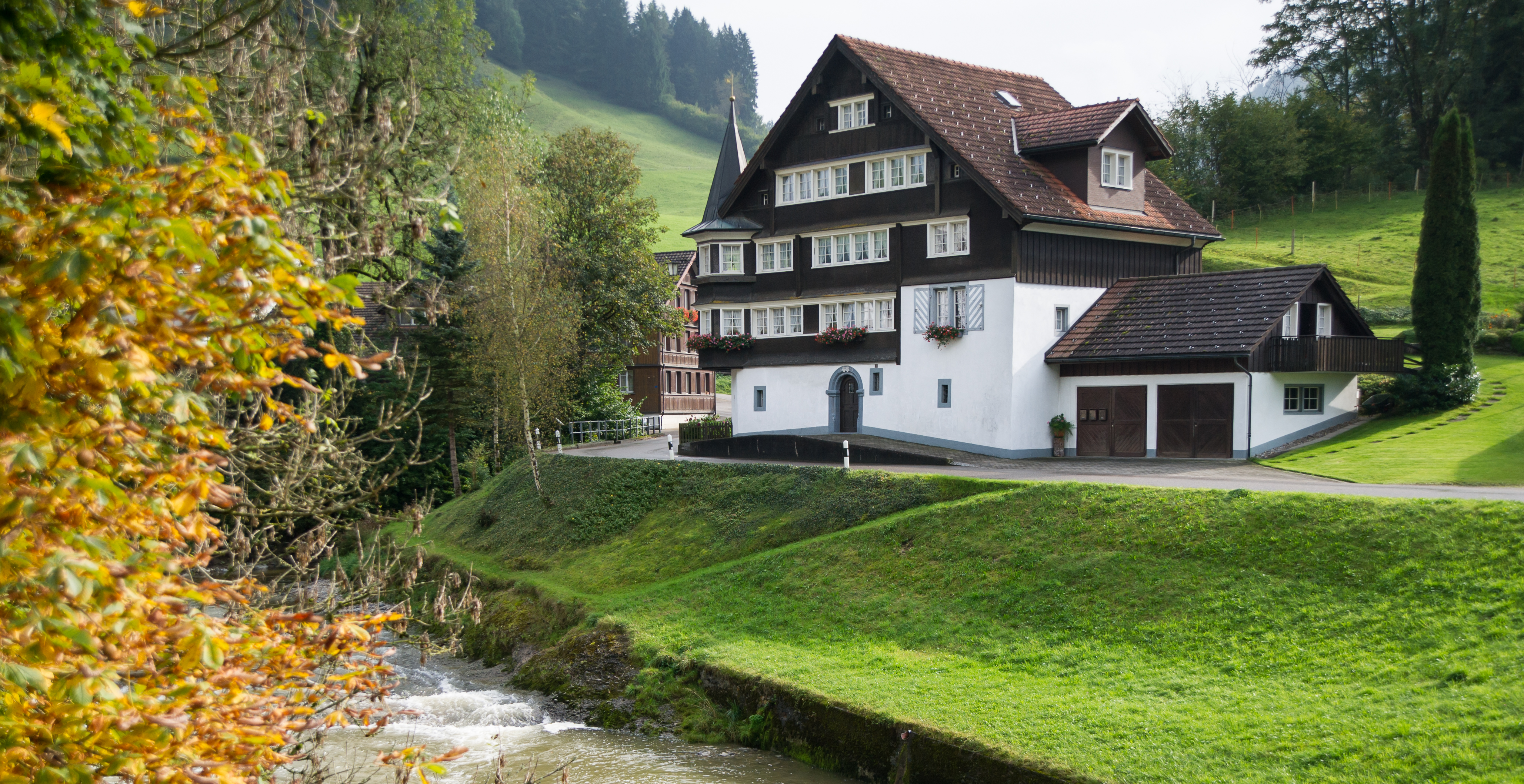
Alter Hirschen, Furth
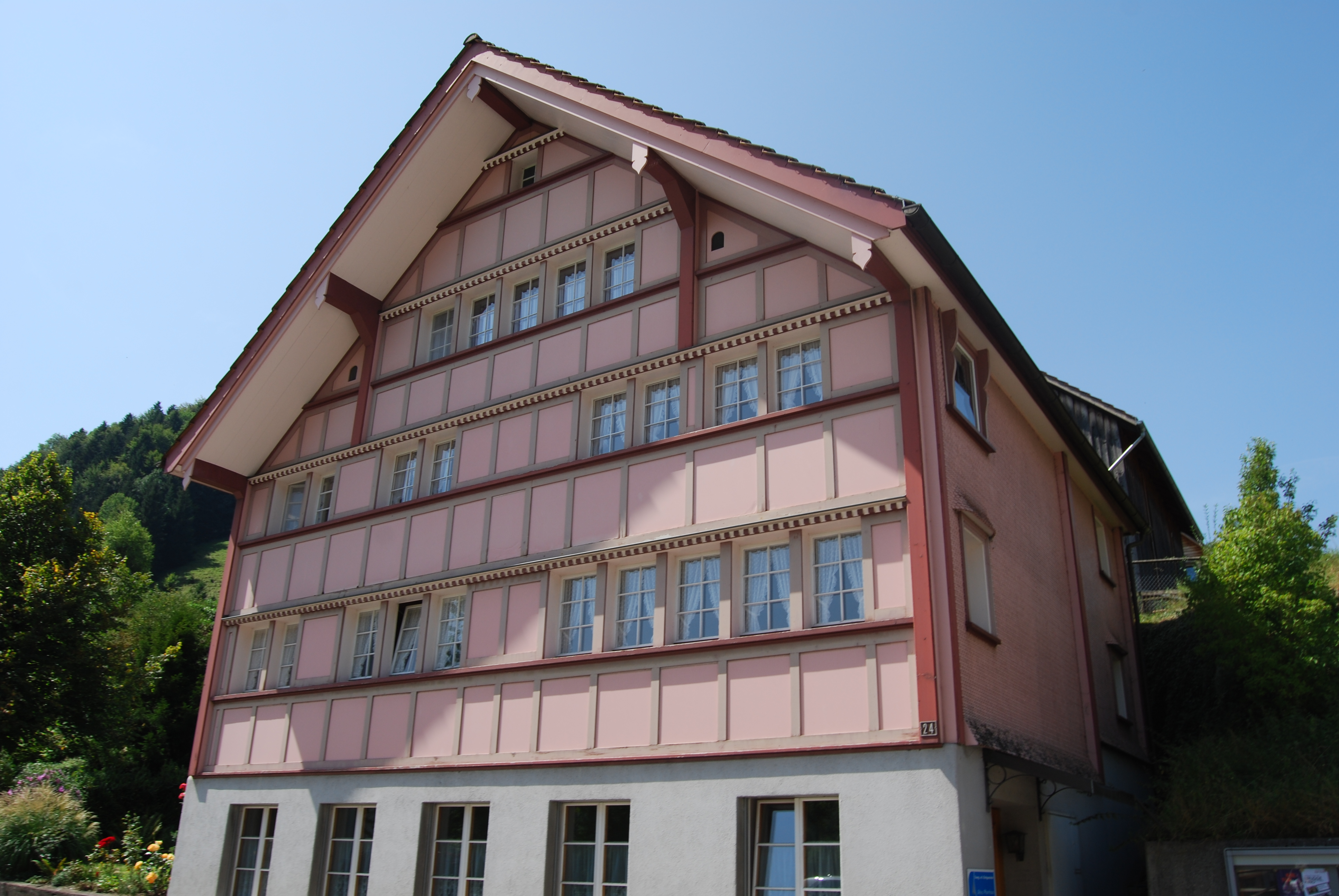
Typisches Toggenburger Haus im Dorf

## Weitere Bilder

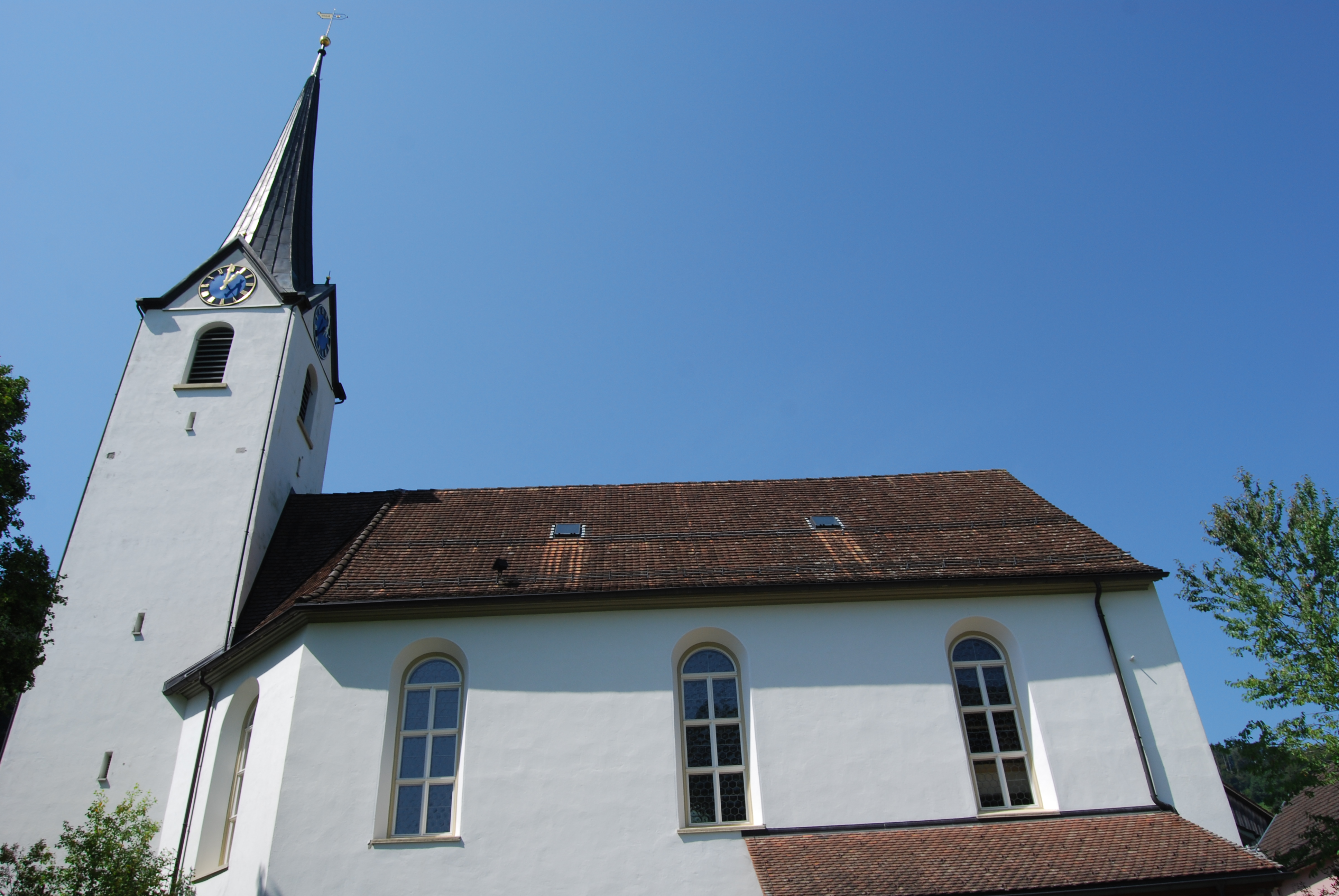
Reformierte Kirche Brunnadern
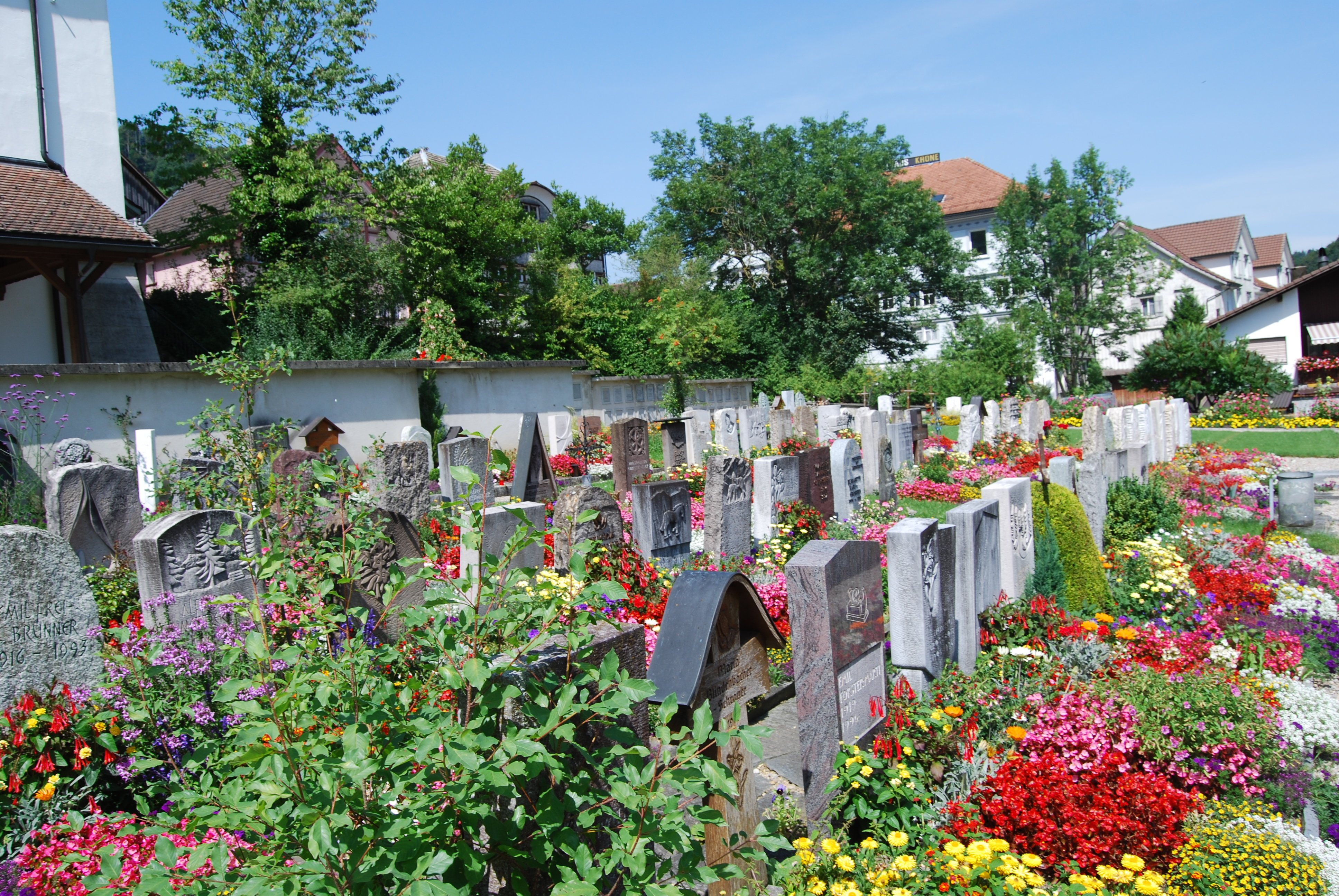
Friedhof
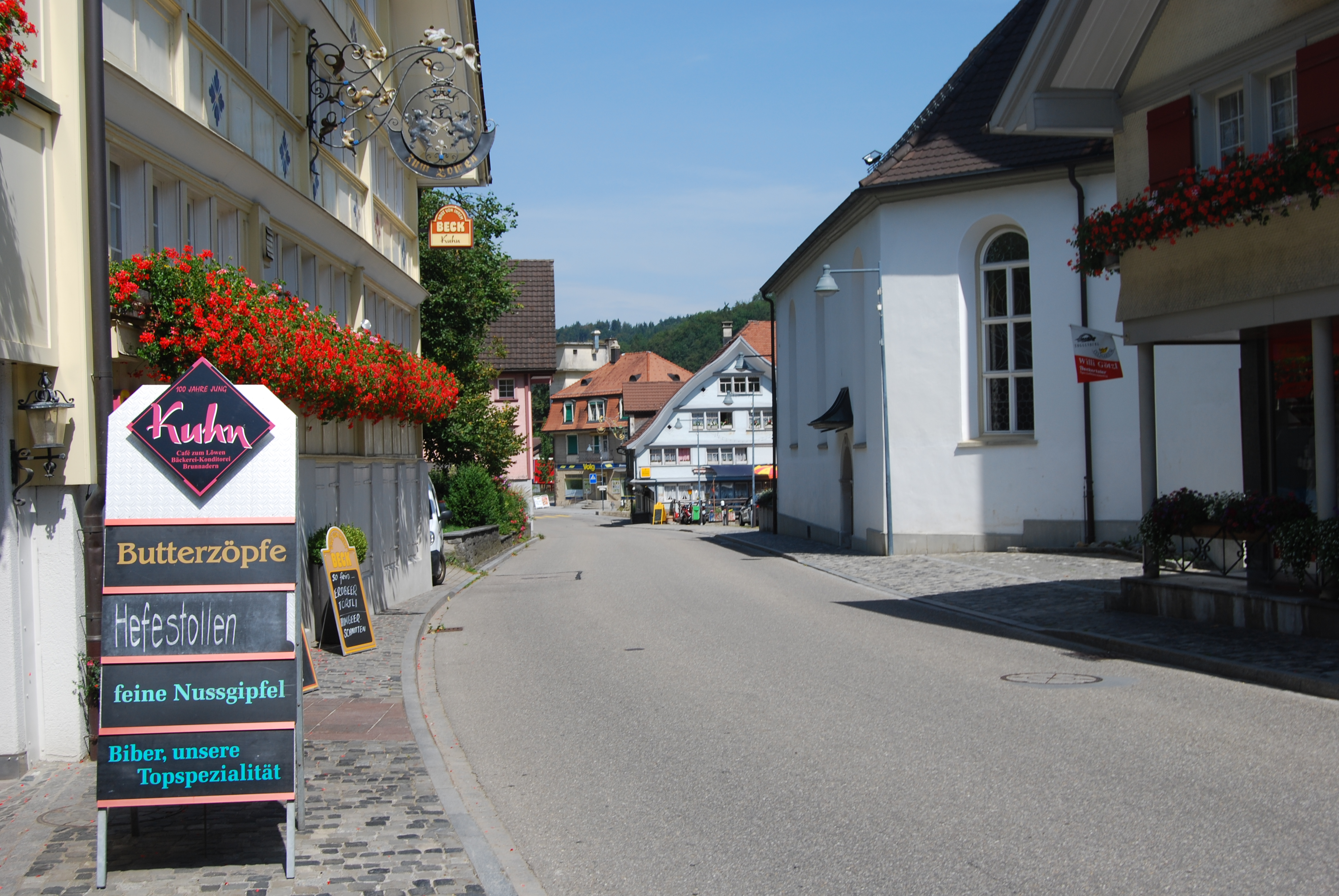
Dorfstrasse
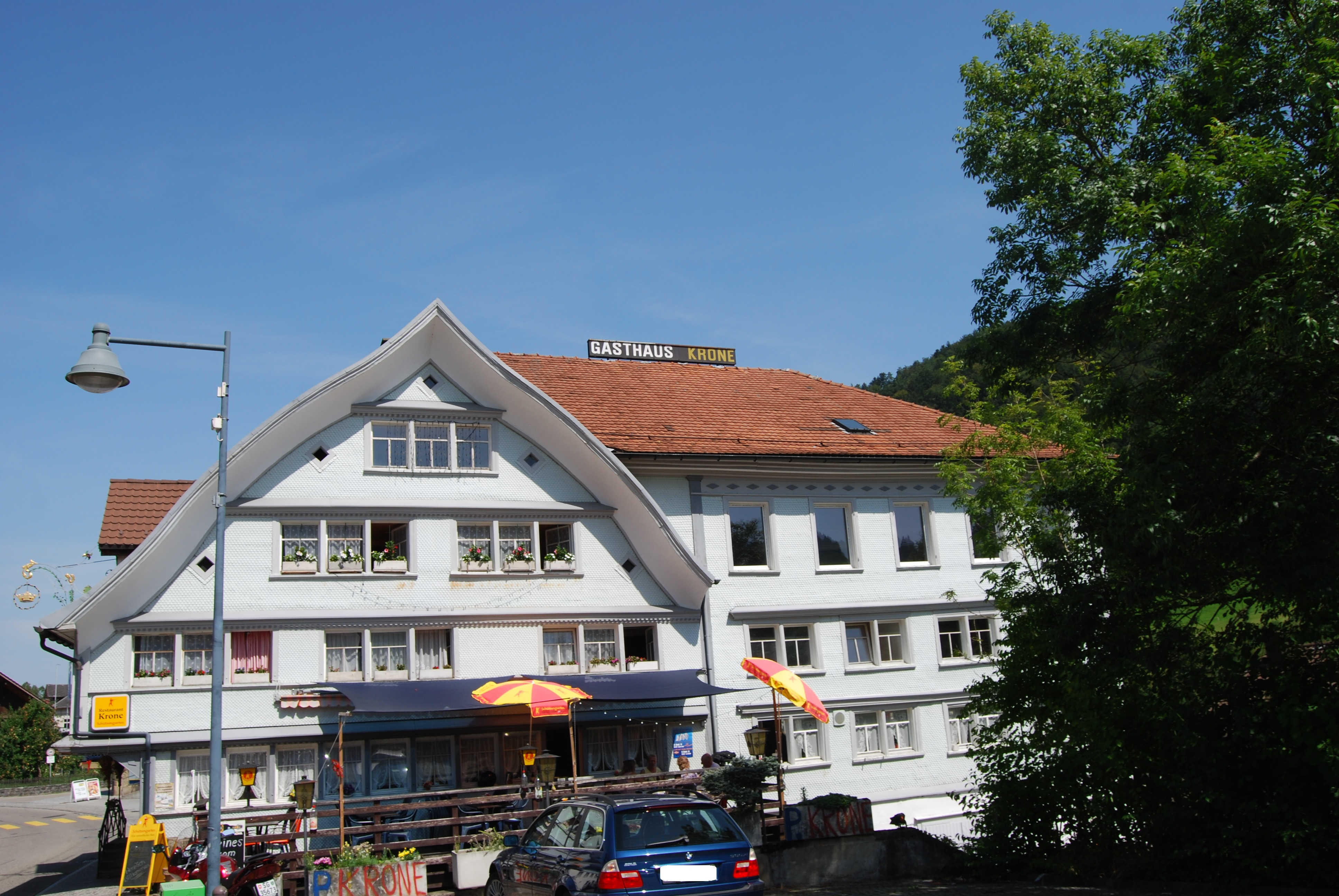
Gasthaus Krone